# N,N,7-三甲基色胺
7,N,N-三甲基色胺（英語：7,N,N-trimethyltryptamine，也称为7-甲基二甲基色胺，7-methyl-DMT，缩写7-TMT）是一种色胺衍生物，分子式C13H18N2，可作为5-HT2受體激动剂。